# Carl Gustaf Lewenhaupt (ryttare)

Vapensköld för ätten Leijonhufvud och Lewenhaupt

Carl Gustaf Moritz Thure Lewenhaupt, född 7 januari 1884 i Örebro, död 11 maj 1935 i Oscars församling, Stockholm, var en svensk greve, major och ryttare.

## Biografi
Carl Gustaf Lewenhaupt tillhörde den yngre grenen av den grevliga ätten Lewenahupt, som son till majoren greve Carl-Johan Lewenhaupt i dennes andra äktenskap, med Thurina, född Uggla. Sedan han 1904 blivit underlöjtnant vid Livregementets dragoner, blev han 1906 löjtnant. Han studerade vid Försvarshögskolan 1909-1911, och var aspirant vid generalstaben 1912-1914 där han 1916-1922 var kapten. Han studerade också vid franska ridskolan i Saumur och vid franska generalstaben, samt hade tjänst vid Belgiens armé 1913. År 1917 blev han ryttmästare i Sverige.
Lewenhaupt var under några år på 1920-talet byråchef vid järnvägsstyrelsens militiebyrå. Samma årtionde var han sekreterare i Jockeyklubben. 1912, 1920 och 1924 var han ledamot av Sveriges olympiska kommitté för ridsport, och var flera gånger Sveriges representant vid olympiska kongresserna i Lausanne och Paris.
Som ryttare deltog Lewenhaupt i två olympiska spel i grenarna hopp och fälttävlan. I Olympiska sommarspelen 1920 i Antwerpen tog han brons individuellt i hoppningen på hästen Mon coeur. I Olympiska sommarspelen 1924 i Paris tvingades han utgå ur fälttävlan. Lewenhaupt tävlade för K2 IF.
Han var stiftande medlem av Klubben Brunkeberg.